# Citizen Gangster
Citizen Gangster er en canadisk drama film instrueret og skrevet af Nathan Morlando fra 2011. Scott Speedman spiller hovedrollen som den canadisk gangster og folkehelt Edwin Alonzo Boyd.

## Medvirkende
- Scott Speedman som Edwin Boyd
- Kelly Reilly som Doreen Boyd
- Kevin Durand som Lenny Jackson
- Joseph Cross som Val Kozak
- Brendan Fletcher som Willie 'The Clown' Jackson
- Charlotte Sullivan som Mary Mitchell
- Melanie Scrofano som Ann Roberts
- Brian Cox som Glover
- William Mapother som Kriminalbetjent David Rhys
- Christian Martyn som Billy Boyd